# Danville Correctional Center
Das Danville Correctional Center ist ein Gefängnis von mittlerer Sicherheitsstufe für erwachsene Männer und gehört zum Illinois Department of Corrections in Danville im Bundesstaat Illinois. Die Einrichtung liegt etwa 5 Meilen östlich von Danville und nahe der Grenze zwischen Illinois und Indiana.
Das Gefängnis wurde im Oktober 1985 eröffnet und hat Platz für 1836 Gefangene.